# Notiocharis stellae
Notiocharis stellae är en tvåvingeart som beskrevs av Quate 1962. Notiocharis stellae ingår i släktet Notiocharis och familjen fjärilsmyggor. Inga underarter finns listade i Catalogue of Life.